# عادلجان عبدالرحمانوف
عادلجان عبدالرحمانوف (قرقیزی: Одилжон Абдурахманов؛ زادهٔ ۱۸ مارس ۱۹۹۶) بازیکن فوتبال اهل قرقیزستان است.
از باشگاه‌هایی که در آن بازی کرده‌است می‌توان به باشگاه فوتبال بنیادکار اشاره کرد.
وی همچنین در تیم ملی فوتبال قرقیزستان بازی کرده‌است.